# Dzongkha
Dzongkha (རྫོང་ཁ་; Wylie: rdzong-kha, Jong-kă), is een taal die is afgeleid van het oud-Tibetaans. De taal is dus Sino-Tibetaans. Het Dzongkha is de officiële taal van Bhutan, tevens wordt het in Nepal gesproken. In 1992 werd de eerste editie uitgegeven van een boek dat de grammatica van het Dzongkha beschrijft. Dit was het werk van de Leidse taalkundige George van Driem, die in opdracht van de Bhutaanse overheid werkte. Eveneens van overheidswege heeft hij enkele inheemse talen van het land in kaart gebracht.
De naam ´Dzongkha´ betekent in het Dzongkha `burchttaal´.
- ISO 639-1: dz
- ISO 639-2: dzo
- SIL-code: DZO